# W Fornacis
W Fornacis är en förmörkelsevariabel (E) i stjärnbilden Ugnen.
Stjärnan varierar mellan fotografisk magnitud +12,9 och 13,7 med en period av 0,6179073 dygn eller 14,82978 timmar.